# Podogaster apicipennis
Podogaster apicipennis är en stekelart som först beskrevs av Maximilian Spinola 1853.  Podogaster apicipennis ingår i släktet Podogaster och familjen brokparasitsteklar. Inga underarter finns listade i Catalogue of Life.